# Kristinehamns tingsrätt
Kristinehamns tingsrätt var en tingsrätt i Värmlands län. Domsagan omfattade vid upplösningen kommunerna Filipstad, Kristinehamn och Storfors. Tingsrätten och dess domsaga ingick i domkretsen för Hovrätten för Västra Sverige. Tingsrätten hade kansli i Kristinehamn. År 2005 upplöstes tingsrätten varvid rätten och domsagan uppgick i Värmlands tingsrätt och domsaga.

## Administrativ historik
Vid tingsrättsreformen 1971 bildades denna tingsrätt i Kristinehamn från Kristinehamns rådhusrätt och häradsrätten för Östersysslets tingslag. Domkretsen bildades av huvuddelen av tingslaget och av staden. 1971 omfattade domsagan kommunerna Kristinehamn, Filipstad och Storfors.  
Tingsrätten upplöstes 7 februari 2005 då rätten och domsagan uppgick i Värmlands tingsrätt och dess domsaga.

## Lagmän
- 1971–1979: Börje Falken
- 1979–1990: Josef Styrud
- 1990–2000: Svante Carlson
- 2002–2005 Gunnar Larsson